# 亜生
亜生（あせい、1988年〈昭和63年〉7月22日 - ）は、日本のお笑いタレント、俳優。兄弟お笑いコンビ・ミキの弟でボケ担当。相方は昴生。立ち位置は向かって左。
本名は三木 亜生（みき あせい）。京都市左京区出身。吉本興業所属。NSC大阪校34期と同期扱い。身長173 cm、体重73 kg、血液型A型。既婚。

## 来歴
京都府立北稜高等学校（高校の先輩にはチュートリアル、おいでやす小田がいる）、東海大学海洋学部卒業。

### 学生時代
昴生の影響で小学校1年生の頃にサッカーを始めたが、すぐに兄の実力を追い越し、小学生の頃に西日本の選抜メンバーに選ばれたことがある。学生時代、亜生目当てでサッカー部のマネージャーが7人ほど入部した。
大学で海洋学部を選んだのは、イルカの調教師になりたかったからだという。

### 芸人になる前
介護士として働いていたことがあり、ホームヘルパー2級の資格を持っている。

### 芸人として
2012年3月に初舞台。同年4月、兄の昴生とミキを結成し吉本興業に所属。NSC出身ではないが、大阪NSC34期と同期扱い。

### 私生活
2024年1月23日、結婚を発表。

## 人物

### 交友関係
上白石萌音とは、『恋はつづくよどこまでも』 と『オー!マイ・ボス!恋は別冊で』で共演して以来、親交を深めている。

### 性格
重度の潔癖症。潔癖症になったきっかけは兄がいつも全裸にされて全身を洗われているのを見ているうちに「いつもキレイに」「自分も気を付けなければ」と強迫観念にとらわれたことである。

### 趣味・特技
趣味：フットサル、釣り。
特技：ブラックバスのモノマネ、釣りのキャスティング技術。

### 愛車
クラッシック仕様のボルボ・240。

### 家族
父は高知県土佐清水市出身。関西汽船で船長をしていた。
義理の姉は兄より5歳上である。

### エピソード
本来の立ち位置は向かって左だが未だに覚えておらず、向かって右に立つことがある。

## 出演

### テレビ番組

#### 現在のレギュラー
- 亜生とナダルがゆる〜く釣り旅やっちゃってる（BSよしもと、2022年3月25日 -）

#### 過去のレギュラー
- おはよう朝日です（朝日放送テレビ、2017年4月7日 - 2019年3月29日） - 金曜レギュラー
- そんな食べ方あったのか!（テレビ朝日、2021年4月2日 - 10月1日）

#### テレビドラマ
- モトカレマニア 第1話（フジテレビ、2019年10月17日） - ユリカのクズ彼氏の1人 役[12]
- 恋はつづくよどこまでも 最終話（TBS、2020年3月17日） - 沼津優人 役[13]
- ほんとにあった怖い話 2020特別編「訳ありのカラオケ店」（フジテレビ、2020年10月31日） - 吉岡翔 役[14]
- オー!マイ・ボス!恋は別冊で（TBS、2021年1月12日 - 3月16日） - 尾芦一太 役[15]
- イチケイのカラス 最終話（フジテレビ、2021年6月14日） - 傍聴マニア 役

#### テレビアニメ
- オッドタクシー（テレビ東京、2021年4月 - 6月） - 大門弟 役[16]

### 映画

#### 実写映画
- 半径1メートルの君〜上を向いて歩こう〜「同度のカノン」（KATSU-do、2021年2月26日）[17]

#### 劇場アニメーション
- 映画 オッドタクシー イン・ザ・ウッズ（2022年） - 大門弟 役[18]）

#### 吹き替え
- ハン・ソロ/スター・ウォーズ・ストーリー（2018年） - カメオ出演[19]
- ライオン・キング（2019年） - ティモン 役
  - ライオン・キング:ムファサ（2024年）[20]

### CM
- ユニクロ（2020年10月 - ）[21]
- アサヒビール スマドリ（2023年3月 - ）[22]
- WESTER（2023年5月16日 - ） - 西日本エリアで放送
- 「キキ、西の新しいくらしをのぞく」編
- 「キキ、西のまちをたのしみつくす」編

### ネット番組
- 家-1グランプリ2020〜お笑い自宅芸No.1決定戦〜（ABEMA、2020年5月3日） - 決勝進出者[23]

### トークライブ
- 2月15日 「亜生トークライブ「ひとりっこ」」（道頓堀ZAZA POCKET'S）
- 2月17日 THE EMPTY STAGE 2018 WINTER 9日目 ONE-MAN TALK SHOW（BENOA銀座店）